# コール オブ デューティ: ウォーゾーン モバイル
Call of Duty:Warzone Mobileは、Activisionが開発および公開する今後のファーストパーソンシューティングモバイルビデオゲームです。2024年3月21日にiOSとAndroid向けに全世界でリリースされました。
2022 年 9 月 27 日までに 1,500 万人の事前登録を達成した Warzone Mobile は、Google Play で最も速い成長率を持つ Activision Blizzard King モバイル ゲームとして浮上しました。2024年2月28日までに、5,000万人以上の事前登録がありました。

## ゲームプレイ
一人称シューティングモバイルバトルロワイヤルゲームは、Call of Duty:Warzone Mobileと呼ばれています。Warzoneとは異なり、Warzone Mobileはマップごとに150人ではなく最大120人のプレイヤーをホストします。「バトルロワイヤル」と「リサージェンス」で構成されるゲームモードのセットが確認された120人のプレイヤーロビー。「ソロ」、「デュオ」、「トリオ」、「クワッド」のロビータイプは、2つのゲームスタイルタイプそれぞれで利用できます。
生きていくためには、プレイヤーとそのグループは、有毒ガスの増加により常に閉鎖されているオープンエリアの「安全地帯」にとどまるか、他のプレイヤーから食料や武器を入手する必要があります。最後に残った人またはグループが勝ちます。撃破されたプレイヤーは「強制収容所」に移動され、撃破された他のプレイヤーとの戦いに勝った場合、非常にまれに再配置されるチャンスがあります。ゲームの世界、キャラクターのキャスト、アイテム、ギア、ゲームプレイのメック
Call of Duty: Modern Warfare II、Call of Duty: Modern Warfare III、Call of Duty: Warzoneとのコンテンツの同期を制限付きリリース後も維持するために、Warzone Mobileは「クロスプログレッション」を採用しています。それにもかかわらず、Windowsとコンソールバージョン以外のさまざまなプラットフォームでのゲームとは互換性がありません...ヴェルダンスクでは最大120人のプレイヤーが参加する試合、Rebirth Islandでは最大48人のプレイヤーが参加する試合を開催できます。ドミンを含む古いCall of Dutyモード

## 参照
1. ↑  “Call of Duty: Warzone Mobile launches worldwide on March 21st” (英語). www.theverge.com. Template:Cite webの呼び出しエラー：引数 accessdate は必須です。
2. ↑  Warren, Tom (2024年2月28日). “Call of Duty: Warzone Mobile launches worldwide on March 21st” (英語). The Verge. 2024年2月28日閲覧。
3. ↑  “Call of Duty: Warzone Mobile will land on March 21” (英語). Engadget (2024年2月28日). 2024年3月2日閲覧。
4. ↑  Borthwick, Ben (2022年10月3日). “Warzone Mobile becomes fastest Activision Blizzard mobile game to hit 15 million pre-registrations” (英語). VideoGamer. 2024年3月1日閲覧。
5. ↑  “Warzone Mobile: Expected global release date, Maps, Warzone 2 shared progression, more” (英語). Charlie INTEL (2023年10月27日). 2023年12月4日閲覧。
6. ↑  Takahashi (2020年3月14日). “Call of Duty: Warzone hits 15 million battle royale players in 4 days” (英語). VentureBeat. 2024年2月29日閲覧。
7. ↑  “Call Of Duty: Warzone Mobile Release Date Announced, And It's Soon” (英語). GameSpot. 2024年2月29日閲覧。
8. ↑  “Call of Duty: Warzone is finally coming to mobile in March” (英語). Digital Trends (2024年2月28日). 2024年2月29日閲覧。
9. ↑  “Call Of Duty: Warzone Mobile Release Date Announced, And It's Soon” (英語). GameSpot. 2024年2月29日閲覧。
10. ↑  “Call Of Duty: Warzone Mobile Release Date Announced, And It's Soon” (英語). GameSpot. 2024年2月29日閲覧。